# Teleroboxer
Teleroboxer (originalmente テレロ ボクサー Tererobokusā) es un videojuego perteneciente al género de deportes y pelea para la consola de videojuegos de la empresa Nintendo, la Virtual Boy, el videojuego es un simulador de boxeo jugado en una vista en primera persona.

## Argumento
Teleroboxer toma lugar el siglo 22 ª.  Los seres humanos han desarrollado un nuevo tipo de robot llamado Telerobotnics que pueden imitar perfectamente los movimientos de un ser humano. El objetivo de estos robots era permitir a los humanos realizar trabajos en condiciones normalmente insoportables. El Dr. Edward Maki Jr. ha ideado una forma de aumentar el interés de los telerbotnics mediante la creación de un torneo que se opone a dos de estos robots en un deporte llamado teleroboxeo. Después de su concepción, el teleroboxeo se ha vuelto muy popular en todo el mundo, todos piensan que es lo mejor. Esto llevó a la creación de un torneo global de teleroboxeo.

## Modo de Juego
los jugadores controlan a los robots para realizar los distintos tipos de combates, involucrando dos robots de boxeo uno contra el otro. usando ambos d-pads como su mando de juegos para la consola, siempre bajo una perspectiva de primera persona.

## Desarrollo
Teleroboxer fue conocido originalmente como Teleroboxing, y se exhibió en 1994 en la Consumer Electronics Show. Como todos los demás juegos de Virtual Boy, Teleroboxer usa un esquema de color rojo y negro y usa paralaje, un truco óptico que se usa para simular un efecto 3D.

## Recepción
Teleroboxer recibió críticas mixtas. En su lanzamiento, en Famicom Tsūshin le dio al videojuego un puntaje de 23 de 40. El autor Steve L. Kent notó que los jugadores que lo probaron en una muestra temprana no estaban impresionados con él. Agregó que estos jugadores también se quejaron de dolores de cabeza, aunque agregó que hizo el mejor uso de sus capacidades 3D de todos los juegos de Virtual Boy que se muestran. En el Chicago Tribune David Jones también lo comparó con la serie Punch-Out!!, señalando que tiene una ventaja debido a su ambiente divertido y competitivo. En ABC Good Game hizo una comparación similar, aunque notó que fue menos divertido. Citó su dificultad "estúpida y dura", sintiendo que las peleas eran tan a favor de los oponentes que los jugadores "no podían evitar gritar obscenidades". El Los Angeles Times Aaron Curtiss lo calificó como un juego tradicional, a pesar de que no se sienten en la Virtual Boy tradicional. De Electronic Entertainment Steve Klett llama sus controles una "Trampa". También dieron buenas impresiones antes de su lanzamiento, llamándolo genial. En la revista Wired Chris Kohler lo llamó 'demasiado difícil para su propio bien. En 1UP.com Neal Ronaghan lo alabó por sus gráficos y su modo de juego, que él llama intenso, pero criticó los controles tan retorcidos.
Desde IGN AU, Patrick Kolan lo llamó una evolución de Punch-Out!!, comentando que se sentía como un sucesor espiritual de ello también. Lo llamó un juego difícil, sintiendo que lo único que lo hacía jugable era que los jugadores podían guardar su progreso. Aunque también descubrió que se apresuraba en algunas áreas, lo llamó "divertido y duramente duro". También lo llamaría uno de los pocos juegos decentes en la plataforma. En Allgame Scott Alan Marriottlo lo llamó un título con muchas promesas que terminó en una decepción. Criticó sus controles junto con la alta velocidad de los enemigos controlados por computadora por hacerlo demasiado difícil, al tiempo que señaló el sonido y las imágenes como los puntos más importantes del juego. De Nintendo Life Dave Frear también lo llamó decepcionante, aunque al comentar que se vuelve muy fácil después de que los jugadores a aprenden el juego.
En Gamefan dos revisores le dieron una puntuación por encima de la media en sus comentarios; ¡el primero dijo que podría vivir sin eso, diciendo que los fanáticos de las series Punch-Out! podrían disfrutarlo, pero los controles eran demasiado complicados y el ritmo demasiado rápido para él. El otro crítico lo llamó el segundo peor juego de lanzamiento para la plataforma, haciéndose eco de las quejas del primer revisor. Sin embargo se elogiaron sus imágenes. Desde GamePro 'Slo Mo' lo llamó un reto 'sin sentido' y a los combatientes imaginativos, mientras que la búsqueda de los elementos visuales para estar entre los mejores en el sistema. En la revista Next Generation lo llamaron un remake de "alta tecnología" de Punch-Out!! para el NES, comentando que sus efectos 3D fueron limitados. Sin embargo, sintieron que la calidad visual era muy alta en comparación con otros títulos en la plataforma. La revista Nintendo Magazine consideró que Teleroboxer antes del lanzamiento era el más débil de los títulos que vieron. Tips & Tricks le dio una calificación de rareza con 2 de 10. La revista oficial de Nintendo lo señaló como el videojuego de Virtual Boy más común.